# Six Blanc
Six Blanc är en bergstopp i Schweiz.   Den ligger i distriktet Entremont och kantonen Valais, i den sydvästra delen av landet, 100 km söder om huvudstaden Bern. Toppen på Six Blanc är 2 445 meter över havet, eller 113 meter över den omgivande terrängen. Bredden vid basen är 0,53 km.
Terrängen runt Six Blanc är huvudsakligen mycket bergig. Närmaste större samhälle är Bagnes, 5,6 km norr om Six Blanc. 
Trakten runt Six Blanc består i huvudsak av gräsmarker. Runt Six Blanc är det mycket glesbefolkat, med 4 invånare per kvadratkilometer.